# Antiphile
Antiphile (en grec ancien : Ἀντίφιλος) était un peintre grec de Naucratis et contemporain d'Apelle. Pline l'Ancien évoque ses travaux. Il était également réputé pour ses caricatures, les grylles.
Aucune de ses peintures n'a été conservée.

## Biographie
Sa vie est peu connue de manière globale. Peintre de talent à la cour de Ptolémée, il est connu pour sa rivalité avec le peintre Apelle, qu'il accusa à tort de comploter contre le souverain. Cette accusation se retourna contre lui car il aurait fini ses jours en prison. Apelle aurait créé son œuvre Calomnie à cette occasion.

## Œuvres
Parmi les travaux réputés d'Antiphile :
- Enfant occupé à souffler le feu ;
- Satyre couvert d'une peau de panthère.

## Peintures d'Antiphile exposées à Rome
Nombre de ses œuvres furent exposées à Rome sous l'Empire romain :
- au portique d'Octavie : Alexandre et Philippe avec Minerve, Hésione ;
- au portique de Philippe : Bacchus, Alexandre enfant ;
- au portique de Pompée au sein du complexe du théâtre de Pompée : Cadmus, Europe.